# Owen Aaronovitch
Owen Aaronovitch (29 de noviembre de 1956) es un actor inglés, conocido por interpretar a Jon Lindsay en Coronation Street.

## Fondo
Nació en Parliament Hill, Londres. Es hijo del fallecido economista y comunista  Sam Aaronovitch, y hermano del periodista David Aaronovitch y del escritor Ben Aaronovitch. Aaronovitch asistió a la escuela Dame Alice Owen en Islington y, a la edad de dieciocho años, se mudó a Newcastle para estudiar artes creativas.
Está casado con la actriz Fiona Bruce, con quien tiene dos hijos, Frankie y Ruben. A menudo se informa falsamente en los sitios web de fans que la esposa de Aaronovitch es la presentadora de noticias y Antiques Roadshow, Fiona Bruce. Esto es falso. Su esposa, del mismo nombre, es actriz y enseña teatro junto con su marido.

## Carrera de actuación
Aaronovitch hizo su debut profesional en el Teatro Belgrado de Coventry. Su obra teatral incluye El gran Gatsby, El jorobado de Notre Dame, Pinocho, El vals y Polvo rojo y sueños azules.
Aaronovitch interpretó el papel del falso piloto de avión Jon Lindsay, el estafador responsable del encarcelamiento de Deirdre Rashid, en Coronation Street de 1997 a 1998. También hizo una parodia drag de este papel, como un personaje drag llamado Jean Lindsay en Harry Hill.
Sus otros créditos televisivos incluyen Prime Suspect, A Touch of Frost, Reckless, The Bill y Doctors.
Aaronovitch también interpretó a Olag Gan en la reposición de audio de 2006 de Blake's 7.

## Filmografía
| Año  | Título            | Role                                           | Notas                   |
| ---- | ----------------- | ---------------------------------------------- | ----------------------- |
| 1991 | Prime Suspect     | Tony - Principal sospechoso (1991)             | Drama criminal          |
| 1994 | A Touch of Frost  | Hombre con perro - Extraño en la casa          | procesal policial       |
| 1995 | Cracker           | Charnock - Amor fraternal (1995)               | Drama criminal          |
| 1996 | A Touch of Frost  | Oficial de bomberos - Pagando el precio (1996) | Procesal policial       |
| 1996 | Heartbeat         | Clive Kenway - Obsesiones (1996)               | Drama criminal de época |
| 1996 | Hillsborough      |                                                | Película de televisión  |
| 1997 | Coronation Street | Jon Lindsey (1997-1998)                        | Telenovela              |
| 1997 | Reckless          | Taxista                                        | Serie de televisión     |
| 2003 | Holby City        | Jonathan collins - Vidas privadas (2003)       | Drama médico            |
| 2004 | The Courtroom     | Gary Cullen - Como un robot (2004)             | Drama legal             |
| 2008 | Doctors           | Marvin eliot - Levántate y sé contado (2008)   | Telenovela              |